# Sismo da Horta de 1926
Sismo da Horta de 1926 (ou Terramoto da Horta, a designação pelo qual ficou conhecido) foi um grande sismo que às 8:42 hora local (10:42 TMG) do dia 31 de Agosto de 1926 causou grande destruição na cidade da Horta, ilha do Faial, Açores, e nas povoações vizinhas, matando 9 pessoas e danificando, total ou parcialmente, 4138 casas.

## O evento
A partir de Abril de 1926 a ilha do Faial foi sacudida por uma série de sismos de intensidade variável, um dos quais, a 5 de Abril, provocou danos em edifícios nas freguesias de Flamengos, Ribeirinha e Conceição, particularmente nos lugares de Farrobo, Lomba e Espalhafatos.
A 31 de Agosto daquele ano, pelas 8 h 40 min (hora local), a ilha foi sacudida por um violento sismo com epicentro no canal Faial - Pico nas coordenadas geográficas 38,5º N; 28,6º W, uma profundidade epicentral de 1,6-4,8 km e uma intensidade estimada de Mb=5,3-5,9. O sismo atingiu o grau X da Escala de Mercalli na zona norte da cidade da Horta (freguesia da Conceição) e provocou 9 mortos, mais de 200 feridos e destruição generalizada do património construído da cidade da Horta.
A maior devastação ocorreu na freguesia citadina da Conceição e nas freguesias rurais de Praia do Almoxarife (onde das 220 casas apenas 16 ficaram habitáveis), Flamengos, Feteira e Castelo Branco e na zona compreendida entre a Lomba do Pilar e o Salão. Ao todo ficaram derrubadas, total ou parcialmente, 4 138 casas.